# 菲律宾签证政策
菲律宾的签证政策是根据《菲律宾移民法》所制定的，该法由菲律宾外交部和菲律宾移民局共同执行，但签证仅由菲律宾移民局签发。
一般情况下，外籍人士在进入菲律宾前，需要到菲律宾驻各地使领馆办理签证后才能入境。以下人士可享有免签资格：
- 东南亚国家联盟成员国公民
- 其他具有免签资格的外国公民[2]
- 海外菲律宾人（若临时返回菲律宾，可适用此政策）

## 签证类型
根据《菲律宾移民法》，菲律宾签证可分为非移民签证（9(A)－9(G)）和移民签证（13－13(G)）。另外，菲律宾还设有特别类型的签证，分别是特别投资者居留签证、特别创造就业机会签证、特别退休人员签证和特别离岸金融工作签证。

## 免签证

菲律宾签证政策
菲律宾
免签证（59天）
免签证（30天）
免签证（14天）
电子旅行授权（ETA）
需要签证

菲律宾的免签证政策，是根据菲律宾总统卡洛斯·加西亚于1960年11月9日签署的《第408号行政令》所制定。任何符合免签证资格的人士，可直接凭护照直接入境，无需办理签证，但护照有效期不得少于6个月。
符合免签证资格的人士，可每次向菲律宾移民局申请居留期限2个月，但不得超过2年。对于持签证入境的人士，可每次向菲律宾移民局申请居留期限1个月，但不得超过6个月，且出境时需要出境机票。

### 符合免签证入境资格的公民名单
以下国家/地区的公民，可免签证入境菲律宾：
| | - 欧盟公民 \| - 安道尔 - 安哥拉 - 安地卡及巴布達 - 阿根廷 - 巴哈马 - 巴林 - 不丹 - 玻利维亚 - 布吉納法索 - 柬埔寨 - 喀麦隆 - 加拿大 - 中非 - 智利 - 哥伦比亚 - 刚果共和国 - 刚果民主共和国 - 多米尼克 \| - 薩爾瓦多 - 赤道几内亚 - 衣索比亞 - 斐济 - 加彭 - 格瑞那達 - 几内亚 - 海地 - 冰島 - 印度尼西亞 - 牙买加 - 日本 - 基里巴斯 - 科威特 - 賴索托 - 利比里亚 - 列支敦斯登 - 马达加斯加 - 马拉维 \| - 马来西亚 - 馬爾地夫 - 马绍尔群岛 - 毛里塔尼亚 - 模里西斯 - 墨西哥 - 密克羅尼西亞聯邦 - 摩納哥 - 蒙古国 - 摩洛哥 - 莫桑比克 - 緬甸 - 纳米比亚 - 尼泊尔 - 新西兰 - 尼加拉瓜 - 尼日尔 - 挪威 - 阿曼 - 帛琉 - 巴拿马 - 巴拉圭 - 秘魯 - 俄羅斯 - 卢旺达 - 圣基茨和尼维斯 - 圣卢西亚 - 萨摩亚 \| - 圣马力诺 - 聖多美和普林西比 - 沙烏地阿拉伯 - 塞内加尔 - 塞舌尔 - 新加坡 - 所罗门群岛 - 南非 - 苏里南 - 瑞士 - 坦桑尼亚 - 泰國 - 多哥 - 千里達及托巴哥 - 突尼西亞 - 土耳其 - 乌干达 - 阿联酋 - 美国 - 乌拉圭 - 梵蒂冈 - 委內瑞拉 - 越南 - 尚比亞 - 辛巴威 \| | | |
| - 安道尔 - 安哥拉 - 安地卡及巴布達 - 阿根廷 - 巴哈马 - 巴林 - 不丹 - 玻利维亚 - 布吉納法索 - 柬埔寨 - 喀麦隆 - 加拿大 - 中非 - 智利 - 哥伦比亚 - 刚果共和国 - 刚果民主共和国 - 多米尼克 | - 薩爾瓦多 - 赤道几内亚 - 衣索比亞 - 斐济 - 加彭 - 格瑞那達 - 几内亚 - 海地 - 冰島 - 印度尼西亞 - 牙买加 - 日本 - 基里巴斯 - 科威特 - 賴索托 - 利比里亚 - 列支敦斯登 - 马达加斯加 - 马拉维 | - 马来西亚 - 馬爾地夫 - 马绍尔群岛 - 毛里塔尼亚 - 模里西斯 - 墨西哥 - 密克羅尼西亞聯邦 - 摩納哥 - 蒙古国 - 摩洛哥 - 莫桑比克 - 緬甸 - 纳米比亚 - 尼泊尔 - 新西兰 - 尼加拉瓜 - 尼日尔 - 挪威 - 阿曼 - 帛琉 - 巴拿马 - 巴拉圭 - 秘魯 - 俄羅斯 - 卢旺达 - 圣基茨和尼维斯 - 圣卢西亚 - 萨摩亚 | - 圣马力诺 - 聖多美和普林西比 - 沙烏地阿拉伯 - 塞内加尔 - 塞舌尔 - 新加坡 - 所罗门群岛 - 南非 - 苏里南 - 瑞士 - 坦桑尼亚 - 泰國 - 多哥 - 千里達及托巴哥 - 突尼西亞 - 土耳其 - 乌干达 - 阿联酋 - 美国 - 乌拉圭 - 梵蒂冈 - 委內瑞拉 - 越南 - 尚比亞 - 辛巴威 |

| - 安道尔 - 安哥拉 - 安地卡及巴布達 - 阿根廷 - 巴哈马 - 巴林 - 不丹 - 玻利维亚 - 布吉納法索 - 柬埔寨 - 喀麦隆 - 加拿大 - 中非 - 智利 - 哥伦比亚 - 刚果共和国 - 刚果民主共和国 - 多米尼克 | - 薩爾瓦多 - 赤道几内亚 - 衣索比亞 - 斐济 - 加彭 - 格瑞那達 - 几内亚 - 海地 - 冰島 - 印度尼西亞 - 牙买加 - 日本 - 基里巴斯 - 科威特 - 賴索托 - 利比里亚 - 列支敦斯登 - 马达加斯加 - 马拉维 | - 马来西亚 - 馬爾地夫 - 马绍尔群岛 - 毛里塔尼亚 - 模里西斯 - 墨西哥 - 密克羅尼西亞聯邦 - 摩納哥 - 蒙古国 - 摩洛哥 - 莫桑比克 - 緬甸 - 纳米比亚 - 尼泊尔 - 新西兰 - 尼加拉瓜 - 尼日尔 - 挪威 - 阿曼 - 帛琉 - 巴拿马 - 巴拉圭 - 秘魯 - 俄羅斯 - 卢旺达 - 圣基茨和尼维斯 - 圣卢西亚 - 萨摩亚 | - 圣马力诺 - 聖多美和普林西比 - 沙烏地阿拉伯 - 塞内加尔 - 塞舌尔 - 新加坡 - 所罗门群岛 - 南非 - 苏里南 - 瑞士 - 坦桑尼亚 - 泰國 - 多哥 - 千里達及托巴哥 - 突尼西亞 - 土耳其 - 乌干达 - 阿联酋 - 美国 - 乌拉圭 - 梵蒂冈 - 委內瑞拉 - 越南 - 尚比亞 - 辛巴威 |

### 持其他国家签证入境
持中国普通护照及申根区、澳大利亚、美国、加拿大或日本任意一种有效签证者，可免签证进入菲律宾停留7天；另外，持印度普通护照及申根区、澳大利亚、美国、加拿大、日本、新加坡或英国任意一种有效签证者，可免签证进入菲律宾停留14天。

### 亞太經合組織商務旅遊證（APEC 卡）
下列國家/地區的访问持有的亞太經合組織商務旅遊證（ABTC）包含“ PHL”代碼，就可以最多可為90天的免簽證商務旅行。
| - 中國 - 香港 - 印度尼西亞 - 日本 - 马来西亚 - 墨西哥 | - 新西兰 - 秘魯 - 菲律賓 - 俄羅斯 - 新加坡 - 臺灣 - 泰國 - 越南 |  |

## 電子签证
年滿15歲的 中华民国护照持有者，可访问马尼拉经济文化办事处网站申請旅游许可，有效期一个月，可多次入境，每次停留期限最長為30天。
2023年11月15日起， 中华人民共和国护照持有者可在菲律宾电子签证网站申请单次或六个月多次入境的临时旅游签证，签证费为50美元（单次）或125美元（多次），需透过银行转账向菲律宾驻上海总领事馆支付签证费。之前仅在上海领区进行测试，且要求申请者亲自前往总领事馆支付费用

## 落地签证
持任何以下国家和地区以外的护照者，可在抵达菲律宾时办理落地签证，停留期限为59天：
| - 阿富汗 - 阿尔巴尼亚 - 阿尔及利亚 - 亞美尼亞 - 白俄羅斯 - 中國 - 古巴 | - 埃及 - 印度 - 伊朗 - 伊拉克 - 约旦 - 科索沃 - 黎巴嫩 - 利比亞 - 摩尔多瓦 | - 蒙特內哥羅 - 瑙鲁 - 奈及利亞 - 北馬其頓 - 巴基斯坦 - 巴勒斯坦 - 塞爾維亞 | - 南蘇丹 - 斯里蘭卡 - 苏丹 - 叙利亚 - 臺灣 - 东帝汶 - 乌克兰 - 葉門 |  |